# Quintos
Cet article concerne la bande dessinée. Pour la localité portugaise, voir Quintos (Portugal).
Quintos est une bande dessinée d'Andreas mise en couleurs par Isabelle Cochet publiée en 2006 par Dargaud dans la collection « Long courrier ».

## Synopsis
Dans cette bande dessinée historique se déroulant en 1937 durant la guerre civile espagnole, Andreas met en scène sept jeunes gens qui se rendent dans la ville fictive de Quimera pour combattre auprès des troupes républicaines. Le récit est centré sur la façon dont ils composent avec leurs différences au nom d'un idéal commun, et sur ce qui les a mû à s'engager dans les brigades internationales plutôt que sur le déroulement de la guerre elle-même,.

## Style
Si Andreas utilise dans cet album son style graphique et de mise en page habituel, il livre une histoire plus simple qu'à l'accoutumée.
Quintos a figuré dans la sélection 2006 du prix de la bande dessinée historique remis aux Rendez-vous de l'histoire de Blois.

### Documentation
- Laurent Boileau, « Quintos - par Andreas & Cochet - Dargaud », sur Actua BD, 22 mars 2006.
- J.-M. Grimaud, « Quintos », sur BD Gest, 30 mars 2006.
- Benoit Cassel, « Quintos », sur Planète BD, 16 mars 2006

### Lien web
- « Quintos », sur bedetheque.com.